# Neoplocaederus bicolor
Neoplocaederus bicolor är en skalbaggsart som först beskrevs av J. Linsley Gressitt 1942.  Neoplocaederus bicolor ingår i släktet Neoplocaederus och familjen långhorningar.
Artens utbredningsområde är:
- Tibet.
- Taiwan.

Inga underarter finns listade i Catalogue of Life.